# Universidade Sogang
A Universidade Sogang é uma universidade privada da Coreia do Sul, sendo uma das principais universidades de pesquisa e artes liberais do país. A universidade foi estabelecida em 1960 pela província Wisconsin da Companhia de Jesus para oferecer educação com base nas crenças católicas inspiradas na filosofia da educação jesuíta.

## Organização
| - Escola de Humanidades e Culturas Internacionais - Departamento de Língua e Literatura Coreana - Departamento de História - Departamento de Filosofia - Departamento de Estudos Religiosos - Departamento de Literatura e Linguística Inglesa - Departamento de Cultura Americana - Departamento de Cultura Alemã - Departamento de Cultura Francesa - Departamento de Cultura Chinesa - Departamento de Cultura Japonesa - Escola de Ciências Sociais - Departamento de Sociologia - Departamento de Ciência Política - Departamento de Psicologia - School de Conhecimento Integrado - Departamento de Estudos Coreanos Globais - Departamento de Arte & Tecnologia - Escola de Ciências Naturais - Departamento de Matemática - Departamento de Física - Departamento de Química - Departamento de Ciências da Vida - Escola de Engenharia - Departamento de Engenharia Eletrônica - Departamento de Ciência da Computação e Engenharia - Departamento de Química e Engenharia Biomolecular - Departamento de Engenharia Mecânica - Escola de Economia - Departamento de Economia - Escola de Negócios Sogang (programa de graduação) - Departamento de Administração de Empresas - Escola de Comunicação - Departamento de Comunicação de Massa - Programas Interdisciplinares - Liderança Pública - Educação - Estudos de Gênero - PEP (Ciência Política, Economia e Filosofia) - Mídia Esportiva - Biotecnologia Integrada - Ciência Geral - Curso de Software de Convergência - Academia Startup Sogang - Cooperação para o Desenvolvimento Coreano e Desenvolvimento Internacional | - Escola de Pós-Graduação - Escolas de Pós-Graduação Profissional - Escola de Pós-Graduação de Teologia - Escola de Pós-Graduação de Estudos Internacionais - Escola de Pós-Graduação de Meios de Comunicação - Escola de Pós-Graduação de Gestão de Tecnologia - Escolas de Negócios Sogang - Escola de Direito Sogang - Escolas de Pós-Graduação Especiais - Escola de Pós-Graduação de Políticas Públicas - Escola de Pós-Graduação de Educação - Escola de Pós-Graduação Economia - Escola de Pós-Graduação de Comunicação de Massa - Escola de Pós-Graduação de Informação & Tecnologia - Instituto de Tecnologia Avançada Sogang (SIAT) - Tecnologias e Ciências - Centro de Assembleia Microcrystal - Centro de Quantum Espaço-Tempo - Instituto de Pesquisa para Ciência Básica - Instituto de Pesquisa para Ciência e Tecnologia Aplicada - Centro de Pesquisa de Biotecnologia Integrada - Centro de Nanomateriais - Laboratório de Nanobioeletrônica - Ciências Humanas e Sociais - Instituto de Estudos Filosóficos - Instituto de Religião - Instituto de Teologia - Instituto para a Vida e Cultura - Instituto de Pesquisa de Ciências Humanas - Instituto de Língua e Informação - Instituto para o Estudo de Meios de Cultura - Instituto de Estudos da Ásia Oriental (SEAS) - Instituto de Ciências Sociais - Instituto Sogang de Estudos Políticos - Instituto de Estudos Empresariais - Instituto de Estudos Internacionais e de Área - Instituto de Ciências Jurídicas - Instituto de Pesquisa Econômica - Instituto de Pesquisa Sogang para Economia de Mercado - Instituto de Pesquisa de Negócios |

## Alunos e professores notáveis

### Ex-alunos
Política
- Park Geun-hye, 18ª Presidente Coreia da Sul
- Kim Tae-young, ex-Ministro de Defesa Nacional
- Moon Sung-keun, ator e ex-presidente do Partido Democrático Unido
- Jeon Yeo-ok, política

Negócios e finanças
- Choi Hong-sung, CEO da Shinsegae International
- Jung Jin-haeng, Presidente da Hyundai Motor Company
- Lee Keun-young, CEO da Binggrae
- Oh Kyu-sik, CEO da LG Fashion
- Lee Hui-sung, Presidente da IBM Korea
- Choi Hui-young, CEO da NHN Business Platform
- Kwon Hyuk-bin, Fundador e CEO da Smilegate Holdings
- Jung Yeon-dae, CEO da Koscom
- Lee Duk-hoon, Presidente do Export-Import Bank of Korea
- Lee Kwang-gu, Presidente do Banco Woori
- Jung Eun-young, Presidente do HSBC Korea
- Lee Sung-Hee, Gerente da Filial de Seul do JPMorgan Chase Bank
- Ryu Seungwoo, Presidente da Samil PwC
- Hong Sung-Gook, Presidente da Daewoo Securities
- Jun Sung-bin, Presidente do Shinhan Financial Group e professor na Escola de Negócios da Universidade Sogang

Academia
- Lee Bae-yong, presidente da Universidade de Mulheres Ewha
- Yoon Min-joong, químico

Radiodifusão e entretenimento
- Park Chan-wook, cineasta, vencedor do Grand-Prix no Festival de Cannes de 2004, França
- Choi Dong-hoon, cineasta
- Lee Kwang-hoon, cineasta
- Ahn Junghyo, novelista e tradutor literário
- Lim Chulwoo, escritor
- Kim Seung-hee, poeta
- Kim Kyung-ju, poeta
- Park Seo-rak, cantora
- Moon Sung-keun, ator e ex-presidente temporário do Partido Democrático Unido
- Park Eun-bin, atriz
- Nam Ji-hyeon, atriz
- Go Joo-won, ator

### Professores
- Yoon Nung-min, (1927~2009) professor de química
- Lee Ki-baik, (1924~2004) professor de história
- Chang Young-hee, (1952~2009) professor de literatura inglesa, colunista, escritor motivacional
- Choe Yun, professora de literatura francesa
- Almas Heshmati, professor de economia
- Yoon Kyung-byung, professor de química
- Nam Duck-woo, (1924~2013) professor de economia, ex-primeiro-ministro da Coreia